# Test d'Hausman
Le test d'Hausman, également connu comme le test de Wu-Hausman ou encore le test de Durbin-Wu-Hausman est un test statistique utilisé en économétrie pour comparer un estimateur convergent sous l'hypothèse nulle et l'hypothèse alternative et un estimateur convergent et efficace sous l'hypothèse nulle mais non convergent sous l'hypothèse alternative.
Par exemple, dans un modèle de régression linéaire dans lequel l'une des variables explicatives est suspectée d'endogénéité, on peut définir l'estimateur des doubles moindres carrés supposé convergent sous l'hypothèse nulle et l'hypothèse alternative mais non efficace sous l'hypothèse nulle et l'estimateur des moindres carrés ordinaires convergent et efficace sous l'hypothèse nulle mais non convergent sous l'hypothèse alternative. Le test d'Hausman permet de tester l'hypothèse que l'estimateur des doubles moindres carrés est significativement différent de l'estimateur des moindres carrés ordinaires. Et encore, ce test est réalisable avec une régression auxiliaire et en comparant donc la pertinence des coefficients testés.
Dans un modèle de régression linéaire sur données de panel, le test d'Hausman permet aussi de tester la différence entre le modèle à effets fixes, supposé convergent sous l'hypothèse nulle et l'hypothèse alternative, et le modèle à effets aléatoires, supposé convergent et efficace sous l'hypothèse nulle mais non convergent sous l'hypothèse alternative.
Le test est attribué à De-Min Wu, Jerry A. Hausman et James Durbin.